# Adaylou

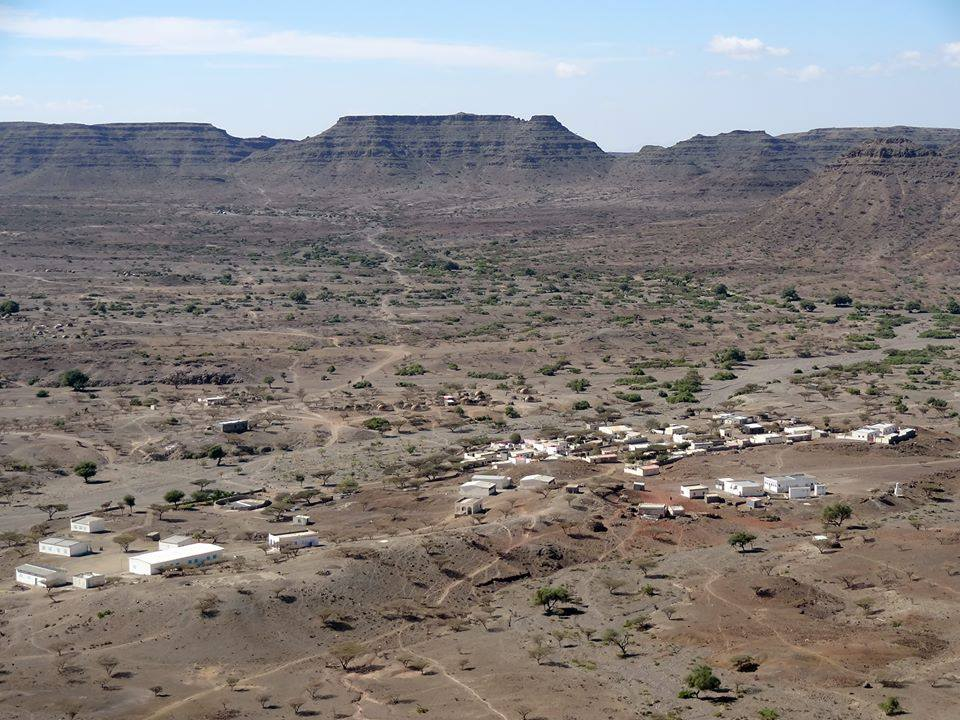

Adaylou (ou ´Adaïlou) est l'un des plus grands villages de la région de Tadjourah au nord de Djibouti. Connu pour son climat froid, il a la particularité, comme Day et Randa, d'accueillir une importante colonie de vacances pendant l'été, période durant laquelle la vie à Djibouti ville est difficile à cause de la chaleur.
Selon la tradition, Adaylou serait le village où l'ancêtre des Adaal, Haral-Maahis, a donné naissance à sa lignée. C'est aussi une porte de la Wéima, région rebelle à l'empire Ankala.
Une maternité y a été inaugurée dans le cadre des actions civilo-militaires des Forces françaises à Djibouti (FFDJ).